# Januar 2022
Portal Geschichte | Portal Biografien | Aktuelle Ereignisse | Jahreskalender | Tagesartikel

◄ |
20. Jahrhundert |
21. Jahrhundert

◄ |
1990er |
2000er |
2010er |
2020er
| 2030er | 2040er

◄ |
2018 |
2019 |
2020 |
2021 |
2022
| 2023 | 2024 | 2025 | 2026 | ►

◄ |
Oktober 2021 |
November 2021 |
Dezember 2021 |
Januar 2022 |
Februar 2022 |
März 2022 |
April 2022 |
►
Dieser Artikel behandelt tagesbezogene Nachrichten und Ereignisse im Januar 2022.

## Tagesgeschehen

### Samstag, 1. Januar 2022

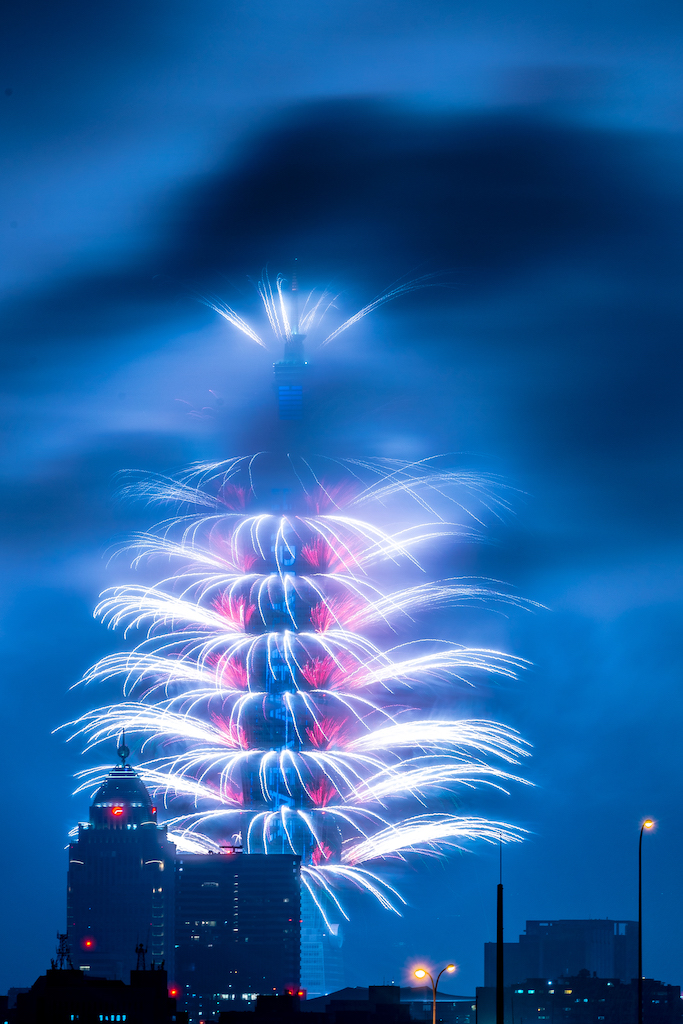
Feuerwerk am Taipei 101

- Berlin/Deutschland: Ein generelles Verbot der Tötung männlicher Eintagsküken, die Erweiterung der Pfandpflicht auf Einweggetränkebehälter sowie die Novellierung des Verpackungsgesetzes, die den Verkauf bestimmter Plastiktüten untersagt, treten in Kraft.
- Berlin/Deutschland: Patricia Schlesinger wird anstelle von Tom Buhrow neue Vorsitzende der ARD.
- Bern/Schweiz: Ignazio Cassis tritt die Nachfolge von Guy Parmelin als Bundespräsident an.
- Brüssel/Belgien: Frankreich übernimmt von Slowenien die Präsidentschaft im Rat der Europäischen Union.
- Frankfurt am Main/Deutschland: Donata Hopfen folgt auf Christian Seifert an der Spitze der DFL.
- Gonaïves/Haiti: Bei Feierlichkeiten zum haitianischen Unabhängigkeitstag schlägt ein Attentat auf Premierminister Ariel Henry vor der Kathedrale in Gonaïves fehl.
- Helsinki/Finnland: Der finnische Präsident Sauli Niinistö widerspricht Russlands Forderungen, niemals der NATO beizutreten. Es sei Finnlands Recht, dem Militärbündnis beizutreten, wenn Finnland dies wolle.
- Katra/Indien: Am Vaishno-Devi-Tempel kommen bei einer Massenpanik mindestens 12 Menschen ums Leben.
- New York City/Vereinigte Staaten: Eric Adams tritt sein Amt als Bürgermeister der Stadt an, die Leitung der Polizeibehörde der Stadt übernimmt Keechant Sewell.
- Wien/Österreich: Polen folgt auf Schweden im Vorsitz der OSZE.
- Wien/Österreich: Daniel Barenboim dirigiert zum dritten Mal das Neujahrskonzert der Wiener Philharmoniker.
- Wien/Österreich: Die Neuregelung der Sterbehilfe tritt in Kraft.
- Wien/Österreich: Das Karl-Renner-Institut gibt die Träger des Bruno-Kreisky-Preises bekannt.
- International: Deutschland übernimmt vom Vereinigten Königreich den G7-Vorsitz.

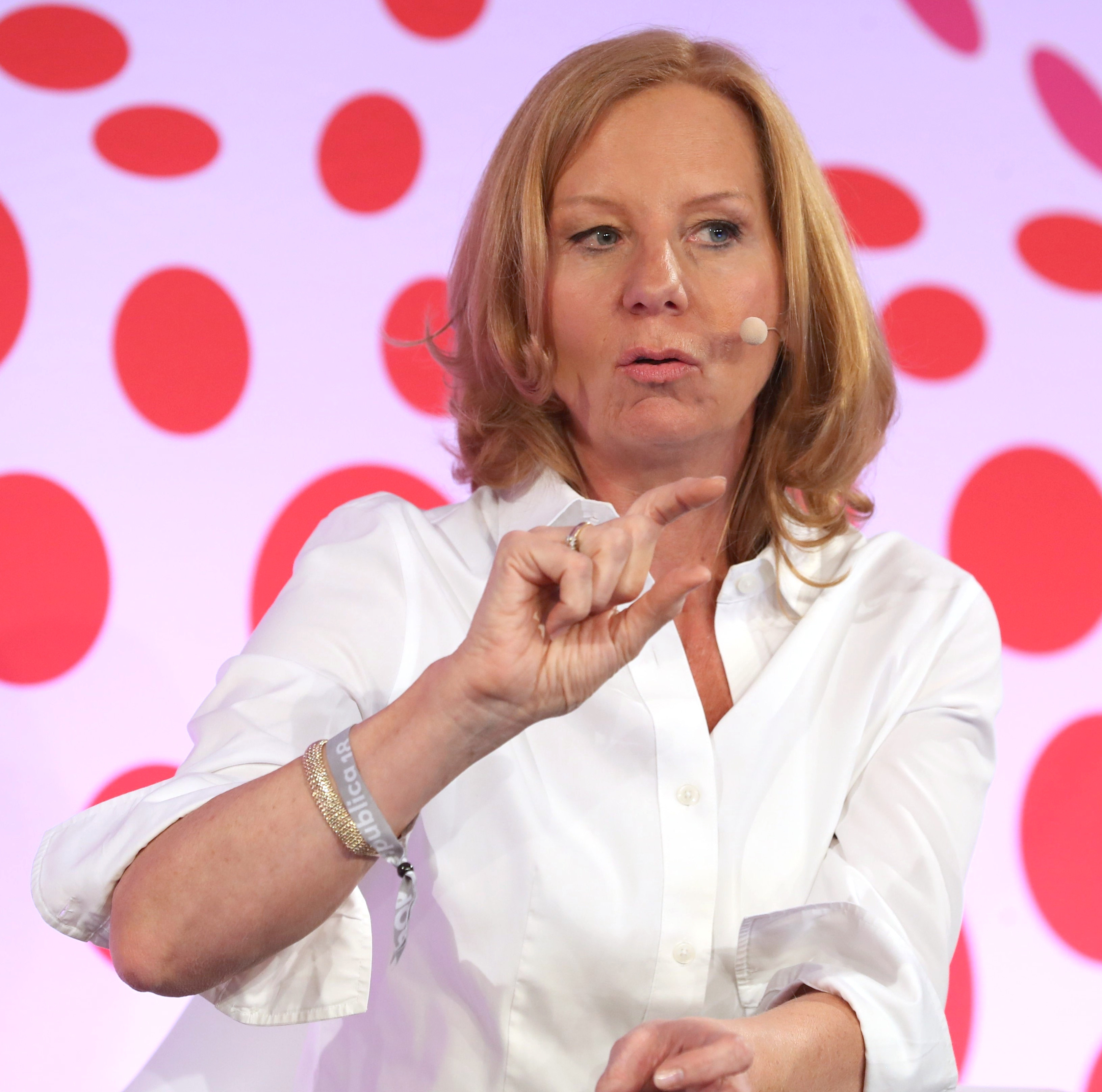
Patricia Schlesinger
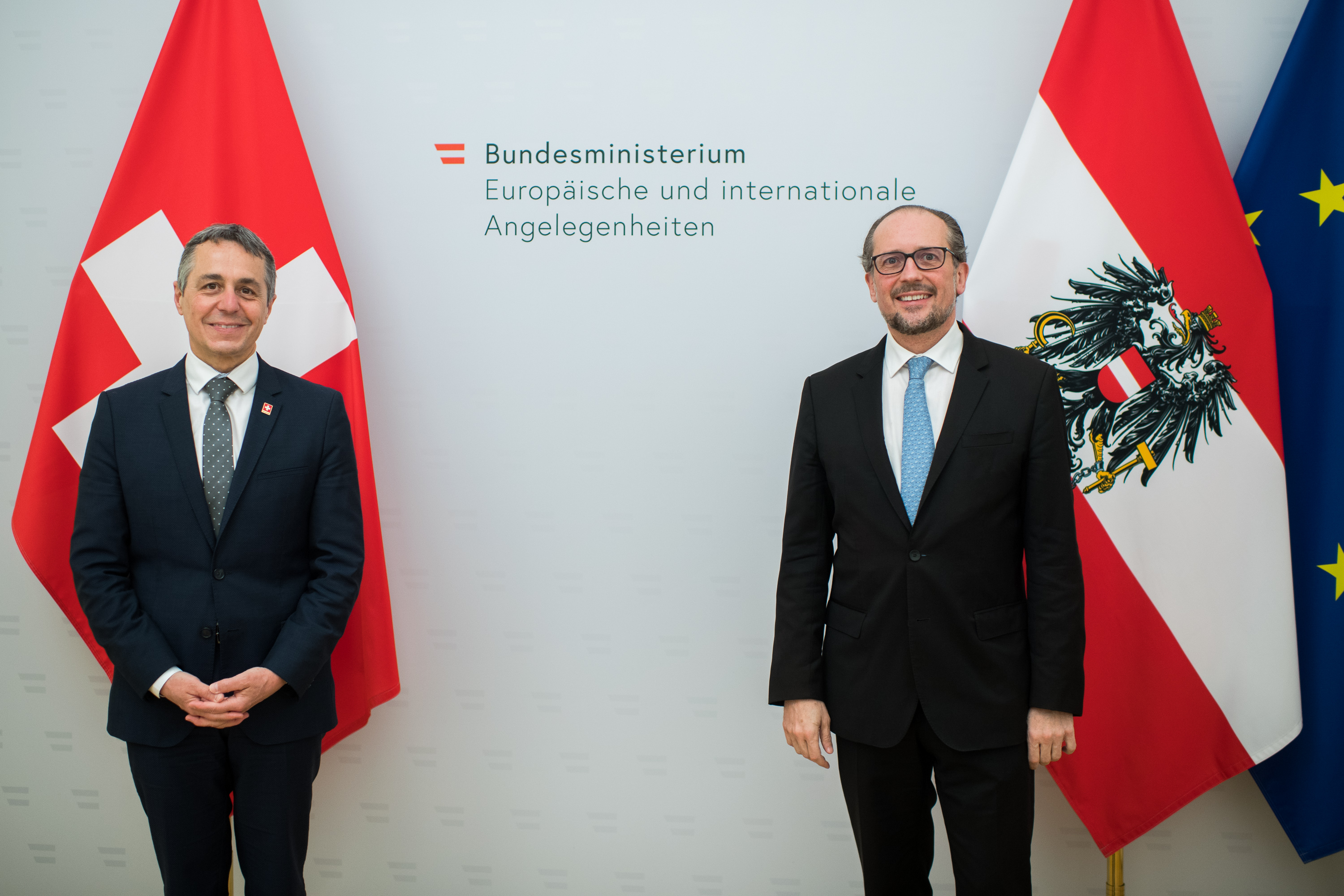
Ignazio Cassis
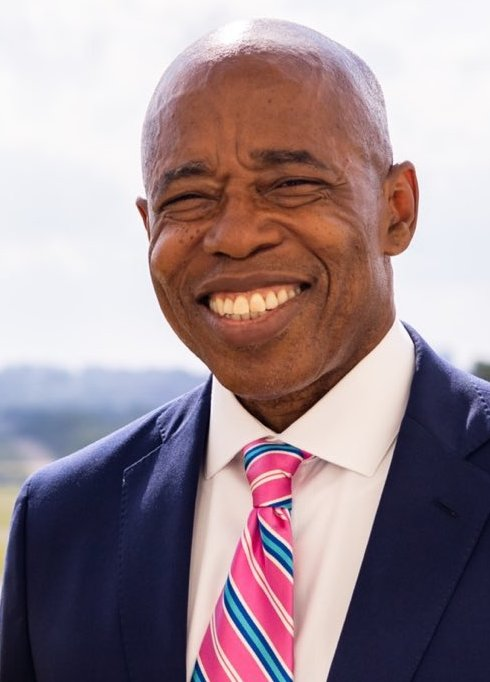
Eric Adams
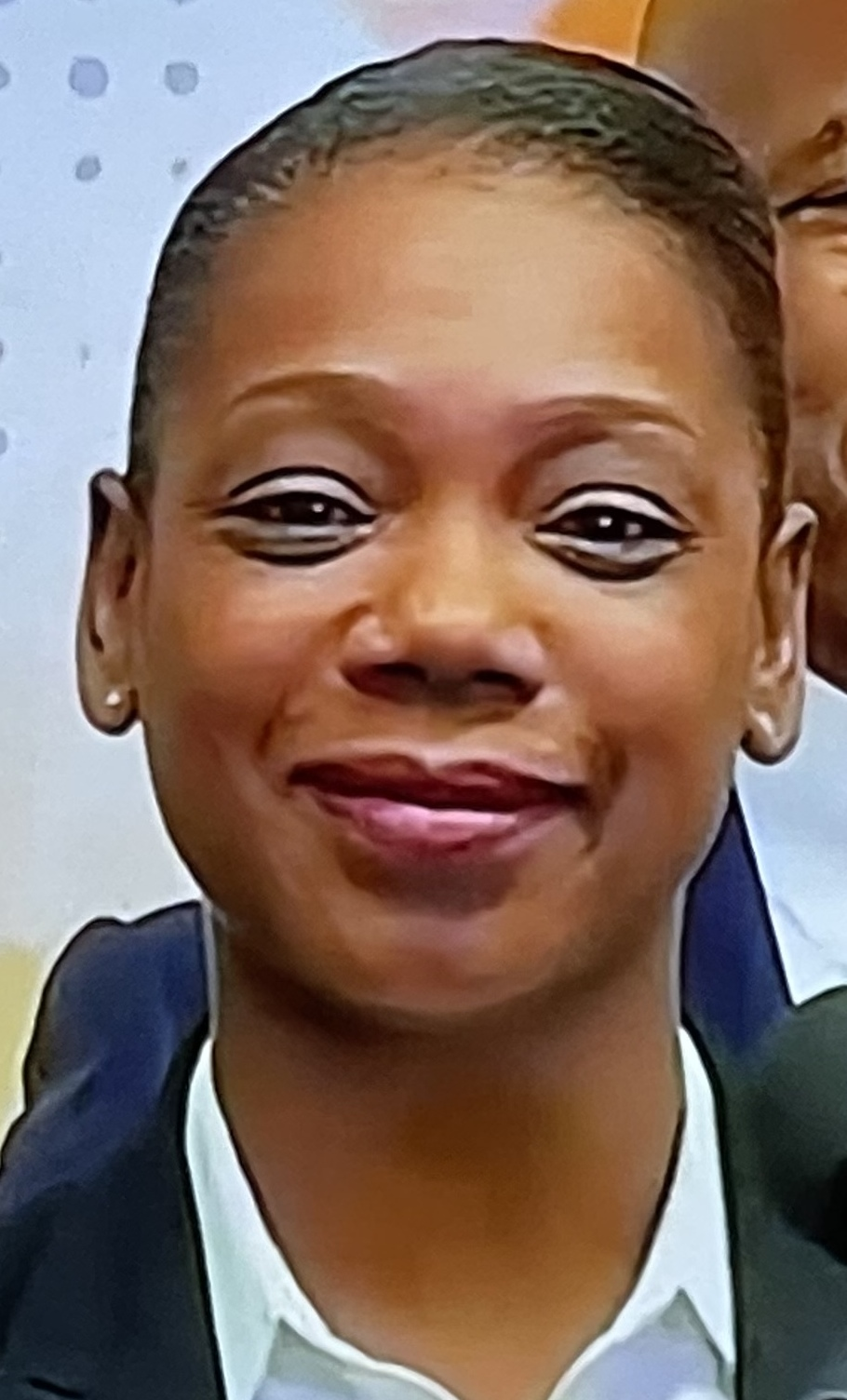
Keechant Sewell

### Sonntag, 2. Januar 2022
- Kapstadt/Südafrika: Der Sitzungssaal der Nationalversammlung im südafrikanischen Parlament wird durch ein Feuer zerstört.
- Khartum/Sudan: Premierminister Abdalla Hamdok reicht seinen Rücktritt ein.
- Washington, D.C./Vereinigte Staaten: Wegen Menschenrechtsverstößen kündigen die Vereinigten Staaten Handelsabkommen mit Äthiopien, Guinea und Mali.
- Schangaösen/Kasachstan: Proteste gegen steigende Gaspreise beginnen.

### Montag, 3. Januar 2022
- London/Vereinigtes Königreich: Der Schotte Peter Wright gewinnt die PDC World Darts Championship.

### Dienstag, 4. Januar 2022
- Almaty/Kasachstan: In mehreren Städten kommt es zu Massenprotesten gegen stark gestiegene Preise für Autogas, das viele Kasachen anstelle von Diesel und Benzin bevorzugen. Präsident Qassym-Schomart Toqajew verhängt den Ausnahmezustand und erlässt Ausgangssperren unter anderem in der Wirtschaftsmetropole Almaty.
- Fleimstal/Italien: Die 16. Auflage der Tour de Ski geht zu Ende, Gesamtsieger werden Natalja Neprjajewa bei den Frauen und Johannes Høsflot Klæbo bei den Männern.
- Siegen/Deutschland: Einen Tag nach dem Tode des beschuldigten Lokführers wird das am Landgericht anhängige Verfahren zu dem mit einem Gullydeckel im April 2019 begangenen Anschlag auf der Rothaarbahn eingestellt.

### Mittwoch, 5. Januar 2022

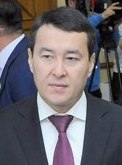
Älichan Smajylow (2019)

- Berlin/Deutschland: Sven Lehmann wird zum ersten Queer-Beauftragten der Bundesregierung ernannt.
- Nur-Sultan/Kasachstan: Premierminister Asqar Mamin und die von ihm geleitete Regierung treten in Folge der Proteste in Kasachstan 2022 zurück. Hintergrund sind  Massenproteste gegen stark gestiegene Preise für Autogas. Präsident Qassym-Schomart Toqajew ernennt den bisherigen stellvertretenden Ministerpräsidenten Älichan Smajylow zum amtierenden Regierungschef und setzt eine Deckelung des Preises für Autogas in Kraft.
- Dallas/USA: Dirk Nowitzkis Spielernummer #41 wird bei den Dallas Mavericks ihm zu Ehren nicht mehr vergeben („retired“). Er ist erst der vierte Spieler, der diese Ehre bekommt.

### Donnerstag, 6. Januar 2022
- Bischofshofen/Österreich: Der Japaner Ryōyū Kobayashi gewinnt die 70. Vierschanzentournee
- Wien/Österreich: Johann Marihart tritt als Aufsichtsratsvorsitzender der Spanischen Hofreitschule in Wien zurück.

### Freitag, 7. Januar 2022
- Lüdenscheid/Deutschland: Die Autobahn GmbH des Bundes erklärt, dass die Rahmedetalbrücke an der Bundesautobahn 45 aufgrund von Tragwerksschäden nie wieder befahren werden kann.
- Brunswick/Vereinigte Staaten: Im Strafverfahren um die Ermordung von Ahmaud Arbery werden die drei Beschuldigten zu lebenslanger Haft verurteilt.

### Samstag, 8. Januar 2022
- Furnas-Stausee/Brasilien: Infolge eines Felssturzes kommen zehn Menschen ums Leben.

### Sonntag, 9. Januar 2022
- Beverly Hills/Vereinigte Staaten: Verleihung der 79. Golden Globe Awards
- Sydney/Australien: Félix Auger-Aliassime und Denis Shapovalov gewinnen für Kanada die dritte Auflage des ATP Cups.
- New York City/Vereinigte Staaten: Beim Brand eines Hochhauses im Stadtbezirk Bronx kommen zahlreiche Menschen ums Leben.

### Montag, 10. Januar 2022
- Den Haag/Niederlande: Neuneinhalb Monate nach der letzten Parlamentswahl erfolgt die Vereidigung der von Amtsinhaber Mark Rutte geleiteten neuen Regierung.
- Managua/Nicaragua: Daniel Ortega wird auf seine fünfte Präsidentschaft vereidigt.

### Dienstag, 11. Januar 2022
- Nur-Sultan/Kasachstan: Das Parlament wählt Älichan Smajylow zum neuen Premierminister.

### Mittwoch, 12. Januar 2022
- Teheran/Iran: Die französisch-iranische Anthropologin Fariba Adelkhah wird erneut verhaftet und ins Evin-Gefängnis gebracht.

### Donnerstag, 13. Januar 2022
- Koblenz/Deutschland: Das Oberlandesgericht verurteilt Anwar Raslan, einen ehemaligen Oberst der syrischen Geheimdienste, unter anderem wegen Verbrechen gegen die Menschlichkeit zu einer lebenslangen Freiheitsstrafe.
- London/Vereinigtes Königreich: Königin Elisabeth II. entzieht ihrem wegen Missbrauchsvorwürfen in den USA angeklagten Sohn Prinz Andrew alle militärischen Ehrentitel und königlichen Schirmherrschaften.
- Düsseldorf/Deutschland: Die Stadt Düsseldorf gibt das Gemälde Füchse von Franz Marc an die Erben des einstigen jüdischen Besitzers zurück.

### Freitag, 14. Januar 2022
- Dschidda/Saudi-Arabien: Die 44. Ausgabe der Rallye Dakar geht zu Ende.
- St. Moritz/Schweiz: Martins Dukurs bei den Männern und Kimberley Bos bei den Frauen werden Europameister im Skeleton.

### Samstag, 15. Januar 2022

Aufnahme des Hunga-Tonga-Ausbruchs am 15. Januar 2022 durch den über dem Äquator befindlichen geostationären Wettersatelliten GOES-17

- Nukuʻalofa/Tonga: Ein Ausbruch des Unterwasservulkans Hunga Tonga Hunga Ha'apai auf dem Gebiet des Inselstaates Tonga führt zur Entstehung meterhoher Tsunamiwellen, die zahlreiche überschwemmte Häuser, Autos und Straßen im gesamten Land zur Folge haben.
- Colleyville/Vereinigte Staaten: Geiselnahme in einer Synagoge

### Sonntag, 16. Januar 2022
- St. Moritz/Schweiz: Mit der Bob-EM geht der Bob-Weltcup zu Ende.
- Tallinn/Estland: Letzter Tag der Eiskunstlauf-EM
- Serbien: Verfassungsreferendum
- Saarbrücken/Deutschland: Das 43. Filmfestival Max Ophüls Preis wird mit dem Spielfilm Everything Will Change von Marten Persiel eröffnet.

### Montag, 17. Januar 2022
- Berlin/Deutschland: Der deutsche Bundesjustizminister Marco Buschmann legt einen Entwurf zur Abschaffung des Paragrafen 219 a vor, der die Werbung für den Abbruch der Schwangerschaft unter Strafe stellt.
- Istanbul/Türkei: Der mehr als vier Jahre währende Prozess gegen die deutsche Journalistin Meşale Tolu, der Mitgliedschaft in einer Terrororganisation vorgeworfen wurde, endet mit einem Freispruch.
- Zürich/Schweiz: Robert Lewandowski und Alexia Putellas werden zu den FIFA-Weltfußballern des Jahres, Thomas Tuchel zum FIFA-Welttrainer des Jahres gewählt.
- Abu Dhabi/VAE: Drohnenangriffe zielen auf Treibstoffwagen und einen Flughafen.

### Dienstag, 18. Januar 2022

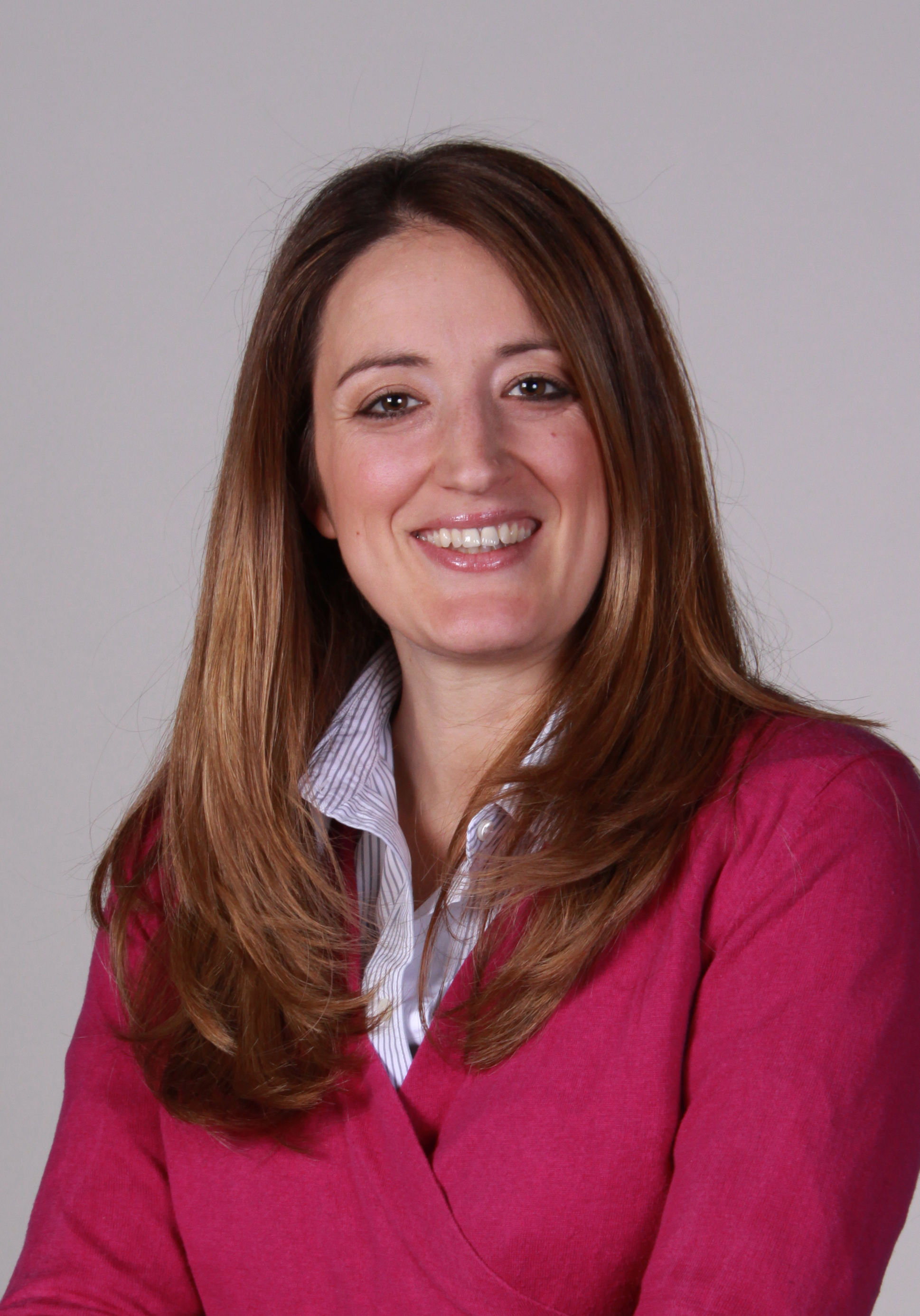
Roberta Metsola

- Straßburg/Frankreich: Die maltesische Politikerin Roberta Metsola wird nach dem Tod von David Sassoli zur EU-Parlamentspräsidenten gewählt. Zu den vierzehn Vizepräsidenten werden Pina Picierno, Eva Kaili, Evelyn Regner, Michal Šimečka und Roberts Zīle neu gewählt.[1]

### Mittwoch, 19. Januar 2022
- Barbados: Parlamentswahl

### Donnerstag, 20. Januar 2022
- München/Deutschland: Ein Gutachten zum Umgang mit Fällen von sexuellen Missbrauch von Kindern in der katholischen Diözese München und Freising attestiert dem ehemaligen Erzbischof und späteren Papst Benedikt XVI., gelogen zu haben.
- Wien/Österreich: Der Gesetzesentwurf zur Einführung der COVID-19-Impfpflicht in Österreich wird von 137 der 170 anwesenden (von insgesamt 183) Abgeordneten zum Nationalrat angenommen.[2]

### Freitag, 21. Januar 2022
- Saʿda/Jemen. Bei der Bombardierung des Gefängnisses kommen mindestens 87 Menschen ums Leben.

### Samstag, 22. Januar 2022
- Berlin/Deutschland: Auf einem weitgehend digital abgehaltenen Parteitag wird Friedrich Merz zum Nachfolger von Armin Laschet als Vorsitzender der CDU gewählt, Mario Czaja folgt auf Paul Ziemiak als Generalsekretär der Partei.
- Kitzbühel/Tirol: Dave Ryding gewinnt überraschend den Slalom am Ganslernhang. Es ist damit der erste britische Weltcupsieger überhaupt in der Geschichte des alpinen Skiweltcups.

### Sonntag, 23. Januar 2022
- Jerewan/Armenien: Präsident Armen Sarkissjan erklärt seinen Rücktritt.
- St. Moritz/Schweiz: Mit der Europameisterschaft geht der Rennrodel-Weltcup zu Ende.
- Nordzypern: Parlamentswahl

### Montag, 24. Januar 2022
- Heidelberg/Deutschland: In einem Hörsaal der Universität Heidelberg im Neuenheimer Feld läuft ein 18-jähriger Mann Amok und erschießt dabei eine Person und sich selbst, drei weitere Menschen werden leicht verletzt.
- London/Vereinigtes Königreich: Der britische High Court of Justice entscheidet, dass WikiLeaks-Gründer Julian Assange vor dem Obersten Gerichtshof des Vereinigten Königreichs Berufung gegen seine Auslieferung an die USA einlegen darf.
- Kiew/Ukraine: Die ersten Mitarbeiter der Britischen Botschaft in Kiew werden ausgeflogen.[3]
- Yaoundé/Kamerun: Bei einer Massenpanik vor einem Spiel des Afrika-Cups kommen acht Menschen ums Leben.
- Ouagadougou/Burkina Faso: Militärputsch

### Donnerstag, 27. Januar 2022

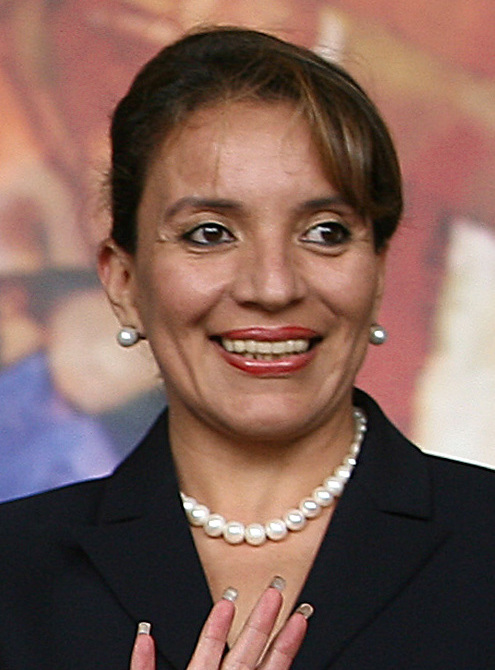
Xiomara Castro 2007

- Breslau/Wrocław: Wiedereinweihung der für über 20 Mio. Złoty rekonstruierten Barockorgel „Stimme Schlesiens“ von Michael Engler in der Elisabethkirche mit einem Konzert des italienischen Organisten Lorenzo Ghielmi.
- Karlsruhe/Deutschland: Der Bundesgerichtshof entscheidet über den Zwang zur Angabe eines Klarnamens bei Facebook.
- Tegucigalpa/Honduras: Xiomara Castro tritt ihr Amt als Staatspräsidentin an.

### Freitag, 28. Januar 2022
- Berlin/Deutschland: Jörg Meuthen legt sein Amt als Co-Vorsitzender der AfD nieder und tritt aus der Partei aus.
- Dresden/Deutschland: Vor dem Landgericht beginnt der Strafprozess gegen sechs Männer, denen vorgeworfen wird, im November 2019 den Juwelendiebstahl im historischen Teil des Grünen Gewölbes begangen zu haben.
- Pittsburgh/Vereinigte Staaten: Die Fern Hollow Bridge stürzt ein.

### Samstag, 29. Januar 2022
- Berlin/Deutschland: Auf einem weitgehend online abgehaltenen Parteitag wählen Bündnis 90/Die Grünen Ricarda Lang und Omid Nouripour zu den Nachfolgern der bisherigen Bundesvorsitzenden Annalena Baerbock und Robert Habeck. Neue Politische Bundesgeschäftsführerin wird Emily Büning.
- Rom/Italien: Amtsinhaber Sergio Mattarella gewinnt die Wahl des Staatspräsidenten.

### Sonntag, 30. Januar 2022
- Berlin/Deutschland: Im innerchinesischen Finale des German Masters im Snooker gewinnt Zhao Xintong gegen Yan Bingtao.
- Budapest/Ungarn: Die Mannschaft Schwedens gewinnt die Handball-EM.
- Hamburg/Deutschland: Das Sturmtief Nadia sorgt für eine Sturmflut und setzt den Fischmarkt im Stadtteil St. Pauli unter Wasser. Der Scheitel wurde gegen 0:17 Uhr erreicht, 2,84 Meter über dem mittleren Hochwasser.
- Lissabon/Portugal: Parlamentswahl
- Melbourne/Australien: Die Australian Open gehen zu Ende.
- Park City/Vereinigte Staaten: Letzter Tag des Sundance Film Festivals.

### Montag, 31. Januar 2022
- Ulmet/Deutschland: Bei einer Verkehrskontrolle werden zwei Polizisten erschossen.